# Louis Marius Astouin
Louis Marius Astouin est un homme politique français né le 19 octobre 1822 à Marseille (Bouches-du-Rhône) et mort le 2 août 1855 à Marseille.

## Biographie
Syndic de la corporation des portefaix de Marseille, il est député des Bouches-du-Rhône de 1848 à 1849, siégeant à gauche, avec les partisans du général Cavaignac.

## Sources
- « Louis Marius Astouin », dans Adolphe Robert et Gaston Cougny, Dictionnaire des parlementaires français, Edgar Bourloton, 1889-1891 [détail de l’édition]